# Unitas Football Club
L'Unitas Football Club è stata una delle molte società calcistiche di Milano che hanno disputato i campionati dell'inizio del XX secolo.
La sede della società era in via Pozzone.

## Storia
Affiliata alla FIGC nel 1908, il club esordì subito nei campionati milanesi di Terza Categoria, che il club giocò fino al 1911. La maglia era a quarti bianchi e rossi. La stagione successiva salì in Seconda Categoria operando un percorso di rafforzamento che lo portò nel 1912 a potersi iscrivere nella neonata Promozione.
Nella nuova divisione, che il Comitato Regionale Lombardo aveva generosamente dotato di ben tre posti per l'ascesa, la squadra perse il traguardo per un solo punto dietro la Società Lambro, ma sul piano finanziario proprio le difficoltà di quest'ultima la costringeso l'anno successivo a proporre la fusione dei due club nell'Associazione Milanese del Calcio.